# Малък лебед
Малкият (американски) лебед (Cygnus columbianus, син. Cygnus bewickii), наричан още и тундров лебед, тундрен лебед, западен малък лебед или малък поен лебед, е едър представител на семейство Патицови, разред Гъскоподобни. Видът е критично застрашен в България, включен в Червената книга на България и в Закона за биологичното разнообразие.

## Описание
Прилича на пойния лебед, но е по-дребен. Тежи между 4,5 и 8,2 кг. Дължина на тялото 110 – 120 cm, размах на крилете около 190 cm. Няма изразен полов диморфизъм. Оперението му е чисто бяло. В основата на клюна си има по едно жълто петно от всяка страна, подобно на Пойния лебед, но по-малко, също така шията му е по-дебела и изглежда по-къса.

## Подвидове
- C. c. bewickii (W. Yarrell, 1830)
- C. c. columbianus (Ord, 1815)

## Разпространение
Широко разпространен е в Азия и Европа (включително и България). Прелетна птица. Обитава крайбрежните участъци на езера, язовири и големи реки, като понякога можем да го срещнем и в близост до соленоводни басейни.

## Начин на живот и хранене
Живее по двойки, извън разможителния период на ята. Храни се с водна и наземна растителност, трева. Понякога яде и животинска храна, дребни рибки които търси на дълбочина до метър, метър и половина.

## Размножаване
Полова зрелост настъпва на 2 – 3 годишна възраст. Моногамна птица, гнезди на земята, в близост до вода. Снася 1 – 7 бели яйца. Мътят и двамата родители в продължение на 30 – 32 дни. Малките се излюпват втората половина на юли, достатъчно развити за да могат да се придвижват и хранят самостоятелно. Двамата родители се грижат заедно за малките.